# Quartetto per archi n. 5 (Bartók)
Il Quartetto n. 5 Sz. 102, BB 110 di Béla Bartók fu scritto tra il 6 agosto e il 6 settembre del 1934, il quinto dei sei quartetti per archi scritti dal compositore ungherese nell'arco di un periodo di trent'anni.
Il quartetto si compone di cinque movimenti.
Fu suonato per la prima volta nel 1935 a Washington dal Kolish Quartet di Rudolf Kolish.